# Heo Nanseonheon
Heo Nanseonheon (1563–1589), nacida en Gangneung en la provincia de Gangwon con el nombre de Heo Chohui, fue una prominente poetisa coreana a mediados de la dinastía Joseon. Fue la hermana menor de Heo Pong, ministro y escritor político, además de ser la hermana mayor de Heo Gyun (1569–1618), un escritor destacado de su época y autor de Hong Guildongjeon.

## Biografía

### Primeros años
Heo Chohui nació en Gangneung en el seno de una familia política prominente (yangban). Su padre, Heo Yeop, fue un distinguido erudito y tuvo a Heo en su segundo matrimonio. El primer matrimonio fue con una hija del príncipe Seop'yeong, con quien tuvo dos hijas y un hijo. Su segundo matrimonio fue con una hija de un ministro político, que ella fue la madre de Heo Chohui y sus dos hermanos. Mientras que su padre era un funcionario confuciano y conservador que se suscribió firmemente a la creencia de namjon-yubi ("hombres arriba, mujeres abajo"). Por lo que fue su hermano mayor, Heo Pong, quien reconoció el talento y curiosidad en ciernes de su hermana y la presentó al mundo de la literatura, 
Desde temprana edad, fue reconocida como una poeta pródiga, aunque debido a su posición como mujer, era incapaz de entrar en una posición de distinción. Su primera obra, "Inscripciones en el Canto de la Cresta del Pabellón de Jade Blanco en el Palacio Kwanghan" (Kwanghanjeon Paegongnu sangnangmun), producida a la edad de ocho años, fue alabada como una obra de genio poético y le otorgó el epíteto de "doncella inmortal". "Su talento innato para el verso hanmun (chino) lo que llevó a Heo Pong a ser su primer tutor en sus primeros años, y le presentó los clásicos chinos, como los Cinco Clásicos Confucianos.
Pero Heo Pong también era un erudito político abierto e influyente, lo que hizo que fuese finalmente exiliado a Kapsan durante tres años por sus inclinaciones políticas. Su hermano menor, Heo Gyun, era un poeta con un talento similar que estudió con Yi Tal, un especialista en poesía Tang y amigo de Heo Pong, y participó en su educación, especialmente después del exilio de su hermano mayor. Fomentó su educación más tarde en la vida y usó su posición como un hombre muy respetado para mantenerla en correspondencia con los círculos literarios. Yi Tal, su tutor, también participó en compartir poesía Tang con Nanseolheon, cuya influencia se hizo visible en el naturalismo de una parte significativa de su trabajo sobreviviente.

### Matrimonio
En algún momento de su vida, se casó con el hijo de un funcionario civil, Kim Seongnip. Su matrimonio fue infeliz, según lo registrado por Heo Gyun. Su esposo a menudo la dejaba sola en casa para perseguir a otras mujeres, y ella mantenía una relación fría con su suegra. Heo Chohui dio a luz a dos niños, una niña y un niño, pero ambos murieron en la infancia en los años subsiguientes. Un año después de la muerte de su hermano mayor, Heo Pong, en Kapsan, se suicidó a los veintisiete años.
Las circunstancias y el momento de su matrimonio son inciertos, y las pruebas documentadas son limitadas y están sujetas a conjeturas. Los estudiosos como Kim-Renaud y Choe-Wall se involucran con su literatura, y plantean la hipótesis de que ella vivió entre sus hermanos durante una parte significativa de su vida (durante la cual sugieren que la mayor parte de su poesía naturalista fue influenciada por Tang), y que se casó más tarde. Ella sugiere que el cuerpo de su poesía "empática" se produjo después de estar casada, como resultado del aislamiento de aquellos que apoyaron sus talentos literarios y los círculos poéticos extendidos. Esta conjetura se basa en la observación de que una parte significativa de lo que se cree que es su literatura posterior, en la cual lamenta la difícil situación y los sufrimientos de las mujeres casadas, mientras que su literatura temprana sigue de cerca la tradición Tang, empleando elementos fuertes del folclore e imágenes naturales en lugar del lenguaje más emotivo encontrado en su escritura posterior.

### Escritos
Una cantidad significativa de los escritos de Nanseolheon se quemaron luego de su muerte, y los poemas sobrevivientes se recopilan en la colección Nansŏrhŏn chip 'de Heo Kyeongnan, de 1913. La colección consta de 211 poemas, en varios estilos chinos. Estos incluyen koshi (verso tradicional), yulshi (verso medido), cheolgu (cuartetos), y un solo ejemplo de kobu (prosa que rima). La escritura de la primera etapa de Joseon (en la forma de la escuela política de Sajang y la más académica de Sallim) estuvo fuertemente influenciada por la tradición literaria confuciana y en literatura se dedicó principalmente a la expresión de las enseñanzas confucianas. Con la introducción de la poesía Tang en Corea a mediados del período Joseon, la poesía hanmun comenzó a hacer avances significativos como forma de arte. La poesía tradicional Tang (koshi) era más formulada e impuso pautas tonales prescriptivas. Durante la vida de Heo Chohui, nuevas formas de poesía se incorporaron con irregularidades tonales, líneas con conteos de sílabas no estándar y longitudinal (a la que en general se hace referencia como kunch'e shi, de las cuales yulshi y cheolgu son subconjuntos) empezaron a ponerse a favor. Las obras de Heo Chohui se destacan principalmente por su amplia gama de temas, debido a la influencia en su juventud de sus hermanos y después al drástico cambio emocional provocado por su matrimonio.
La inclusión de dos kasa escritas en hangul en la colección es una contención académica, ya que su autoría está en duda. La composición en hangul se consideró indigna de expresar un pensamiento superior sobre los ideales confucianos, y la composición "literaria" en Corea se compuso casi en su totalidad en "hanmun". La distinción en ese momento era similar a las diferencias entre la composición latina y la prosa vernácula en el Renacimiento Europa. Su autoría de estas dos piezas se basa principalmente en la observación de que los títulos de las dos piezas "kasa", "Canción de Quejas de la Mujer" y "Canción de uñas para colorear con bálsamo" son muy similares a dos verificado hanmun (cheolgu y koshi respectivamente). Estas afirmaciones han sido en parte desacreditadas por la reciente beca de O Haein (Nansorhon shijip) y Kang Cheongseop (Moktongga ui pogwon e taehayo).

### Poemas de muestra
El poema "Canción de Noche Otoñal" es característico de su forma poética anterior, más fantástica y rica en imágenes. Es un cheolgu de siete sílabas.
"La Joven Costurera", o "Cancion para una Pobre Chica", es uno de sus poemas de carácter de empatía, donde simpatiza con aquellos entornos económicos más pobres. Es un cheolgu de cinco sílabas.
"Queja de la Mujer", otrora de las siete sílabas cheolgu, ejemplifica el tono de la poesía que se cree que se escribió después de su matrimonio.

## Trabajos
- Nanseolheon jip
- Chwesawonchang